# Grèce aux Jeux olympiques d'été de 1956
L'équipe olympique grecque participe aux Jeux olympiques d'été de 1952 à Helsinki. Elle y remporte une médaille : une en bronze, se situant à la trente-cinquième place des nations au tableau des médailles. Le sauteur à la perche Georgios Roubanis est le porte-drapeau d'une délégation argentine comptant 13 sportifs (13 hommes).